# کروئل اند آنیوژوال فیلمز
کروئل اند آنیوژوال فیلمز (به انگلیسی: Cruel and Unusual Films, Inc.) یک شرکت تولید فیلم آمریکایی است که در سال ۲۰۰۴ توسط فیلم ساز، زک اسنایدر و همسر اش دبورا اسنایدر و شریکشان وسلی کالر ساخته شد.

## فیلم‌های سینمایی
- طلوع مردگان همکاری با استودیو یونیورسال
- ۳۰۰ (فیلم) همکاری با کمپانی برادران وارنر
- نگهبانان همکاری با کمپانی برادران وارنر
- افسانه محافظان: جغدهای گاهول همکاری با کمپانی برادران وارنر
- مرد پولادین همکاری با کمپانی برادران وارنر
- ۳۰۰: ظهور یک امپراتوری همکاری با کمپانی برادران وارنر
- بتمن علیه سوپرمن: طلوع عدالت همکاری با کمپانی برادران وارنر اطلس رت پک دی سی
- زن شگفت‌انگیز همکاری با کمپانی برادران وارنر دی سی اطلس
- لیگ عدالت قسمت اول همکاری با برادران وارنر رد پک دی سی
- اکوامن همکاری با کمپانی برادران وارنر رت پک دی سی
- بتمن همکاری با کمپانی برادران وارنر رد پک دی سی
- مرد مصور[۱]